# Tarte tropézienne

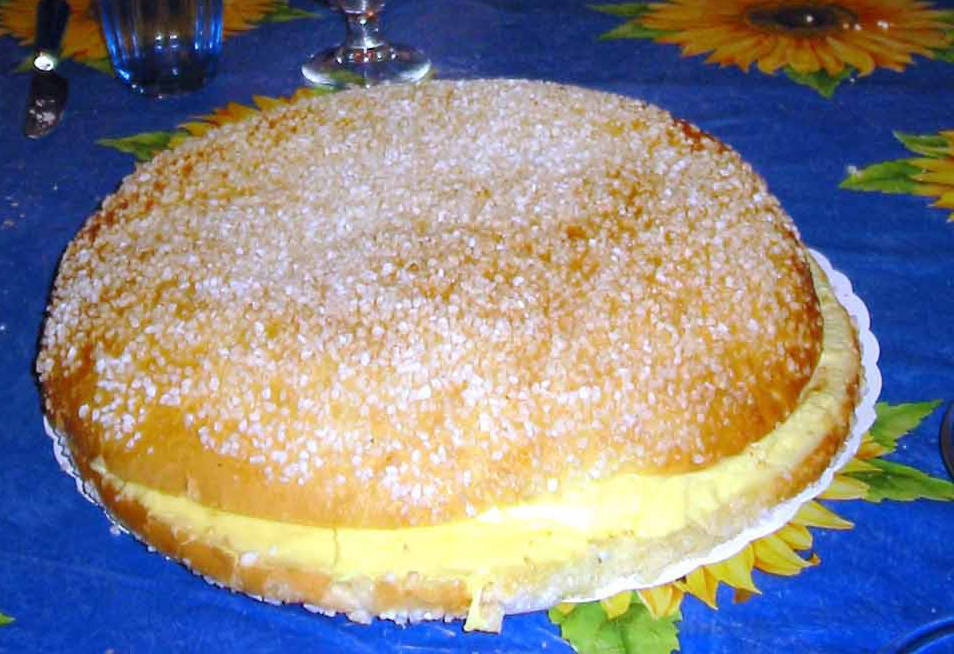
Tarte tropézienne.

Tarte tropézienne eller tropézienne är en fransk tårta från Saint-Tropez i Provence.
Bakverket görs av en söt brioche, delad på längden i två delar och garnerad med en blandning av vaniljkräm och smörkräm. Ibland smaksätts blandningen med apelsin eller rom. Ovansidan av bakverket beströs med strösocker (eller pärlsocker).

## Historia
Den polske konditorn Alexandre Micka anlände till Provence 1952 och öppnade ett bageri i Saint-Tropez. Han hade med sin mormors recept på en brioche-gräddkaka från Polen som han började sälja på konditoriet. 1955 spelades filmen Och Gud skapade kvinnan… (Et Dieu… créa la femme) in i Saint-Tropez med Brigitte Bardot i huvudrollen. Micka levererade då mat till produktionen och serverade bakverket som då saknade namn. Brigitte Bardot ska då ha föreslagit namnet Tarte Tropézienne. Senare gav Micka även namnet åt konditoriet.
Konditoriet och butikerna "La Tarte Tropézienne" finns fortfarande i Saint-Tropez och längs Côte d'Azur. Bakverket är vanligt i hela Frankrike.
Den 12 juni 2018, under lunchen efter toppmötet mellan Donald Trump och Kim Jung-un i Singapore, serverades de en Tarte tropézienne.